# علم البيئة الحيوانية
يسكن الحيوان بيئات مختلفة وقد مكن لنفسه في هذه البيئات وأنتشر في كل مكان تقريباً على الأرض أو في الهواء أو في الماء أو متطفلاً على أجسام حيوانات أخرى أو بداخلها ويمكن القول أن هناك أربعة أنواع رئيسية من البيئات التي يسكنها الحيوان:
1- الماء المالح
2- الماء العذب
3- الأرض
4- الحيوانات الأخرى
ومن المعروف أن حوالي 72% من سطح الكرة الأرضية تغمره مياه البحر ويعيش في هذا الماء المالح أعداد هائلة من أنواع الحيوانات البحرية كما تعيش أنواع أخرى  في المياه العذبة في الأنهار والبحيرات والبرك والمستنقعات والقنوات أما الحيوانات الأرضية  فبعضها يعيش على السطح والبعض الآخر يحفر تحت السطح أو داخل جذوع الأشجار أو يمضي شطراً كبيراً من وقته طائراً أما النوع الأخير من البيئات فهي تلك الحيوانات التي يتطفل عليها غيرها ويستمد غذاءه منها.
ودراسة العلاقة بين الحيوان والبيئة التي يعيش فيها والظروف المحيطة به تكون فرعاً هاماً من الفروع البيولوجية يعرف بالبيئة الحيوانية أو بيئة الحيوان.
وتفاعل الحيوان مع بيئته لابد أن يكون بحيث يؤدي في النهاية إلى بقائه وحفظ نوعه، والظروف المحيطة بالحيوان في بيئة ما ليست سوى النتيجة النهائية للعوامل الطبيعية والعوامل الأحيائية التي تؤثر في هذه البيئة وأهم العوامل الطبيعية هي الضوء والحرارة والرطوبة والمؤثرات الكيميائية، طبيعة الوسط(التربة أو الماء) أما العوامل الأحيائية فأهمها النباتات وحيوانات من نفس النوع أو حيوانات من أنواع مختلفة.
وكثيراً ما يقسم علم البيئة إلى قسمين قسم البيئة الذاتية الذي يعالج عوامل البيئة كلاً على حده وتأثير كل منها على الكائنات كأفراد، وقسم البيئة الاجتماعية الذي يعالج البيئة ككل أي كمجموعة من العوامل البيئية المتضامنة وتأثيرها على مجتمع من المجتمعات الحيوانية.

## 1- العوامل الطبيعية

### 1- الضوء
الضوء من أهم العوامل البيئية التي تؤثر في حياة الحيوان فبواسطته يمكن للحيوان أن يتحرك ويتنقل من مكان إلى آخر بحرية وأن يقوم بأداء نشاطاته المختلفة في الحياة وبدون الضوء تصبح الحياة على سطح الأرض مستحيلة إذ أن عملية التمثيل الضوئي التي تعتمد عليها الكائنات في صنع غذائها لا تتم إلا في وجود الضوء وللحيوانات أعضاء حس ضوئية توجد في معظم اللافقاريات العليا والفقاريات وكذلك بين الحيوانات الأولية كاليوجلينا حيث توجد البقعة العينية. ولطبيعة الضوء في البيئة تأثير بالغ على الحيوانات التي تعيش فيها فكلنا يعرف أن هناك بعض أنواع من النباتات تعيش وتزهر في الظل بينما هناك أنواع أخرى على عكس ذلك، وذلك ينطبق أيضاً على الحيوان لا كأفراد فحسب بل كجماعات فمثلاً يبدو أن طول فترة ضوء النهار من العوامل المنبهة للهجرة بين الطيور وكذلك تسبح الكائنات الدقيقة (البلانكتون) في المحيطات والبحيرات على السطح ليلاً وتتجه نحو القاع نهاراً وكثير من أنواع الحيوان ليلي وفي هذه الحالة نجد في بعضها عيوناً كبيرة جداً تسمح بمرور أكثر مايمكن من الأشعة كما هو الحال في البومة وفي بعض الأسماك التي تعيش في أعماق المحيطات حيث لايوجد إلا قدر ضئيل من الأشعة الضوئية ولكن هناك أنواع أخرى من أسماك الأعماق ذات العيون الكبيرة أيضاً تولد ضوءها بنفسها بواسطة أعضاء خاصة تعرف بالأعضاء المضيئة منتشرة على سطح الجسم وكثير من الحيوانات التي تعيش في الظلام ليس لها عيون كبيرة بل أن بعضها أعمى أو عيونها ضامرة (كحشرات الكهوف) وفي هذه الحالة نجد أن لهذه الحيوانات شعيرات حسية تستعيض بها عن العيون في تلمس طريقها ومن الحيوانات التي تولد ضوءها بنفسها بواسطة الأعضاء المضيئة بعض أنواع الديدان البحرية واليرقات وبعض أنواع الذباب وبعض الأسماك التي تعيش في أعماق المحيطات .

### 2- الحرارة
تتأثر معظم الحيوانات حتى الأميبا والبراميسيوم بالتغيرات في درجة الحرارة ولكل نوع نطاق حراري مفضل فهو في البراميسيوم مثلاً يقع بين 24-28 سنتجراد، وتختلف درجة الحرارة في ضوء الشمس عنها في الظل وتؤثر تبعاً لذلك في الحيوانات من حيث اختيارها للأماكن التي تستقر بها وكذلك تظهر الاختلافات في درجات الحرارة واضحة في مياه السطح ومياه الأعماق وتجد الأنواع المختلفة من الحيوانات في البحث عن النطاق الحراري الملائم لها بين طبقات هذه المياه حتى تلتقي به، ويمكن تقسيم العالم إلى ثلاث مناطق تبعاً لاختلاف درجة الحرارة هي المناطق القطبية والمناطق الحارة والمناطق المعتدلة.  وللحرارة تأثير كبير على عمليات التحول الغذائي في الحيوان فارتفاع درجة الحرارة إلى مستوى معين يزيد سرعة هذه العمليات داخل خلايا الجسم ويؤثر على نشاط كثير من الحيوانات وفي العادة يتوقف نشاط الحيوان عند درجة حرارة أقل من 45 سنتجراد وفي الذباب المنزلي مثلاً تبدأ الحركة عند درجة 6سنتجراد وتباشر نشاطها العادي عند حوالي17سنتجراد ويزيد نشاطها عند درجة 28سنتجراد ويتوقف نشاطها عند درجة 45سنتجراد وتموت عند درجة 46 سنتجراد . وتؤثر الحرارة على الحيوانات في بيئتها بدرجات متفاوتة فبعضها يلجأ إلى البيئات الشتوية ليتفادى برد الشتاء كما يحدث في الضفدعة حيث تدفن نفسها في الطين في قاع البركة مثلاً وتبقى كذلك في حالة سكون طيلة فصل الشتاء وتلجأ أنواع كثيرة من الحشرات كالفراش وغيرها إلى البيات الشتوي سواء في الطور البالغ أو في الأطوار غير اليافعة كالبيضة أو اليرقة أو العذراء وقد تلجأ بعض أنواع الطيور إلى الهجرة تفادياً لبرد الشتاء وهناك أنواع أخرى من الحيوان تتغلب على درجات الحرارة العالية في فصل الصيف فتمكث في مرقدها في حالة سكون تام وتبقى كذلك إلى أن تهبط درجة الحرارة في فصل الخريف كما يحدث في بعض أنواع السلاحف، وتتحمل بعض الحشرات كالخنافس الصحراوية درجات حرارة عالية وكثيراً ما تُرى وهي تجري في درجة حرارة 50 أو أكثر كما تعيش يرقات بعض أنواع الذباب في الينابيع الحارة.

### 3- الرطوبة
الرطوبة كالحرارة عامل بيئي له خطورته في حياة الحيوان  وفي الحيوانات الأرضية يرتبط عامل الرطوبة ارتباطاً وثيقاً بغيره من العوامل كالحرارة والضغط وحركات الهواء وغيرها وينتج عنها جميعاً عامل بيئي مركب يطلق عليه البخار ولكن غالباً ما تؤثر الرطوبة كعامل بيئي مستقل في حياة الحيوان ونموه ونشاطه ومن الملاحظ أن الحيوانات التي تعيش في المناطق الجافة تتفادى تبخر الماء من جسمها بطريقة أو بأخرى كما يحدث في بعض الزواحف الصحراوية التي يكسو جسمها غطاء سميك لايسمح بتبخر الماء أو تلجأ هذه الحيوانات إلى تخزين كمية كبيرة من الماء داخل جسمها كما يحدث في الجمل الذي يمكنه أن يعيش أسبوعاً على غذاء جاف فقط وهناك حيوانات أخرى كبعض الغزلان والأرانب والسناجب تستمد حاجتها من الماء من غذائها الأخضر. والجفاف التام يقضي على معظم الحيوانات ولكن هناك بعض الأنواع التي تحتمل الجفاف لدرجة كبيرة مثل الحيوانات الأولية والقشريات الدقيقة التي تحمي نفسها داخل أكياس  أو تضع بيضاً ذا قشرة سميكه جداً لتقاوم التبخر وهناك أنواع أخرى يغلب عليها طور سكون تام في الجو الجاف الحار، أما دودة الأرض وأمثالها من الحيوانات التي تحفر أنفاقاً في الأرض فإنها تلجأ إلى أعماق بعيدة في التربة حيث توجد الرطوبة المناسبة .

### 4- المؤثرات الكيميائية
تعتبر عاملاً بيئياً هاماً يؤثر في وجود الحيوان أو عدم وجوده في بيئة ما، فيرقات الذباب مثلاً تنجذب نحو النشادر وتهرب من حامض الخليك بينما ينجذب البراميسيوم إلى وسط به حامض الخليك المخفف وتهرب منه الأميبا وتأثير المواد الكيميائية أوضح مايكون في الوسط المائي فمعظم الحيوانات البحرية لايمكنها أن تعيش في الماء العذب وكذلك لايمكن لحيوانات الماء العذب أن تعيش في البحر  كما أن وجود مادة كيميائية معينة قد يكون شرطاً أساسياً لحياة كائن ما في بيئة ما فمثلاً بعض القواقع لايمكنها العيش إلا في وسط غني بكربونات الجير التي تصنع منها صدفاتها.  5- الوسط
أ- التربة :من المعروف أن طبيعة التربة تعين إلى حد كبير نوع النباتات والحيوانات التي يمكن أن تعيش عليها، فالحيوانات تستقر في نوع التربة التي تلائمها سكناً وملجأ تحتمي فيه من الأعداء ومن الحرارة ومن الجفاف ويعيش بالتربة أعداد لا حصر لها من الحيوانات والديدان الخيطية والحشرات والثديات القارضة كما أن نوع التربة سواء كانت رملية أو طينية أوصفراء مثلاً يؤثر تأثيراً كبيراً على قدرة الحيوان على الحياة فيها. والحيوانات تكيف نفسها للحياة داخل التربة أو على سطحها بطرق شتى فالحشرات التي تحفر في التربة كالحفار أو صرصور الغيظ لها أرجل معدة للحفر والتي تجري أو تقفز على الأرض لها كذلك أرجل معدة للجري أو للقفز كما أن دودة الأرض تثبت جدران أنفاقها وتقويها بالمخاط الذي تفرزه عليها أما بعض العناكب فتدعم بيوتها بتبطينها بالخيوط الحريرية ب : الماء يعيش كثير من الحيوانات في الماء على القاع أو بداخله فالنيريس مثلاً يحفر الرمل أو الطين بالقرب من شاطئ البحر بينما يعيش المرجان وبعض القشريات على الصخور حيث لايمكنها أن تلصق نفسها بالرمل أو الطين أما المحار فيلصق نفسه بالصخر بأحد المصراعين وهناك نوع آخر يلتصق بالصخر بواسطة إفراز خاص.
العوامل الأحيائية : من الحقائق المعروفة أنه ليس هناك حيوان يعيش بنفسه وحده ولكن يعيش معه في نفس البيئة حيوانات أخرى من نوعه أو من غير نوعه حيث يتحتم عليه أن يتنافس معها على الغذاء والمسكن والجنس وعلى حماية نفسه من الأعداء وتعتبر النباتات كذلك عاملاً مهماً في البيئة البيولوجية ولعله من الأمثلة الرائعة على الرباط الوثيق بين الحيوانات والنباتات ذلك المثل الذي ساقه تشارلس دارون مستخدماً في ذلك نوع من النحل فهذا النحل نظراً لطول لسانه فهو الوحيد الذي يمكنه أن يصل إلى رحيق أزهار البرسيم الأحمر وبالتالي يتم إخصاب وإنتاج البذور في هذا النبات وعلى ذلك لايمكن إنتاج البرسيم وزرعه في مناطق خالية من هذا النحل ووجود هذا النحل بكثرة يتوقف على عدم وجود الفئران إذ أن هذه الأخيرة تهاجم أعشاش النحل وتقضي عليها وعدد الفئران يتوقف على عدد القطط فهي تقل إذا زاد عدد القطط وعلى هذا الأساس فإن زراعة البرسيم تزدهر في المناطق التي تكثر فيها القطط لإنها تقلل من وجود الفئران وبذلك تبقى أعشاش النحل سليمة فيكثر تبعاً لذلك النحل اللازم لتلقيح الأزهار. وقد تقوم العلاقات البيولوجية بين أفراد النوع الواحد أو بين أفراد أنواع مختلفة من الحيوان أو بين النبات والحيوان.

### أمثلة العلاقات التي تربط أفراد النوع الواحد
1- التزاوج ففي معظم الحيوانات يتعين على الذكر أن يبحث عن أنثاه ليتم الاتصال الجنسي بينهما ويحدث الإخصاب ولو أن هناك بعض الحيوانات البحرية التي تعيش أفراد النوع الواحد منها في نفس المكان ولكن الذكر لايتصل جنسياً بأنثاه وفي هذه الحالة تفرز الحيوانات المنوية في الماء ويتم الإخصاب خارجياً.
2-عناية الأم ببيضها وبصغارها ولو أن هناك قلة من الحيوانات لاتعنى ببيضها وصغارها إلا أن هذا يعتبر إستثناء من القاعدة العامة.
3-تجتمع أفراد عديدة من النوع الواحد لتكون أسراباً للهجرة كما يحدث في الطيور والحشرات كالجراد وأبي دقيق وقد تعيش بعض أنواع الثدييات كالفقمة وجاموس البحر متجمعة في قطعان طوال حياتها.
 4-الحياة الاجتماعية وهي أظهر مايكون في الحشرات كالنمل والنحل حيث يتوزع العمل بين سكان الخلية أو المستعمرة ففي نحل العسل تقوم الملكة بوضع البيض وتقوم الذكور يتلقيح الملكة وتقوم الشغالة وهي أناث عقيمة وهي أكثر الأفراد عدداً بجمع الغذاء وإطعام الصغار وبناء الخلايا الشمعية وإصلاحها وتهويتها وتنظيفها والدفاع عنها وغير ذلك من أعمال المستعمرة.  وتضع الملكة بيضاً غير مخصب ينتج الذكور وبيض مخصب ينتج شغالة أو ملكة وهكذا يعمل سكان المستعمرة في ترابط محكم يضمن لها الرخاء والبقاء.
 5-تنازع البقاء أو التنافس على الحياة ويشمل التنافس على المسكن والمأكل أو الأكثر فمن المعروف أن كل نوع من الحيوان ينتج ذرية عددها أكثر مما تتسع له الرقعة التي يعيش فيها الوالدان لذلك تشتد المنافسة بين أفراد الذرية على الغذاء والمأوى ويموت الضعفاء ويعيش الأقوياء وإذا كان هذا التنافس بين أفراد النوع الواحد فهناك أيضاً تنافس وتنازع على البقاء يحدث بين أنواع مختلفة من الحيوانات مثل الحيوانات المفترسة التي تهاجم غيرها أو تتطفل عليها في بعض البيئات وهذه الظاهرة واضحة في حيوانات الماء العذب حيث تفترس حوريات الرعاش حوريات ذباب مايو ويرقات البعوض وأبي ذنيبة وكذلك يفترس نوع من البوم الفئران والطيور ولايعيش إلا حيث توجد هذه الحيوانات. 
والعلاقة بين النبات والحيوان وثيقة فكثير من أنواع الحيوان آكل للحشائش ويتغذى على نوع أو أكثر من النبات فإن وجود أو استقرار حيوانات مرتبط تماماً بوجود أنواع من النباتات التي تعيش عليها بحيث إذا أنعدمت هلك الحيوان أو هاجر إلى مكان آخر ووجود هذه النباتات أو الحشائش ليس قاصراً على سطح الأرض ولكنه ضروري أيضاً في ماء البرك والمستنقعات والبيئات المائية الأخرى كالبحيرات والمحيطات حيث تعيش على هذه النباتات والحشائش وأنواع كثيرة من الحيوانات الدقيقة التي تتغذى عليها الحيوانات الكبيرة كالأسماك، ومن جهة أخرى توجد نباتات تتغذى على الحيوان كالنباتات آكلة الحشرات. 
المجتمعات الحيوانية : تكون مجموعة النباتات والحيوانات في منطقة ما يعرف بيئياً بالمجتمع وتكون العوامل البيئية في هذه المنطقة بحيث تهيئ سبل الحياة لأنواع معينة من الحيوانات وحيث توجد بيئات متشابهة فإن أنواع الحيوانات التي تعيش فيها تكون أيضاً متشابهة كما يحدث مثلاً في حيوانات برك المياه العذبة ويلاحظ أن حيوانات البرك قد تكون دائمة الإقامة في الماء مثل يرقات الحشرات والقواقع أو مؤقتة كالضفدع أو مجرد زائرة كطيور الماء التي تزوره لتلتقط الحيوانات التي تعيش فيه وتتغذى عليها. 

## المجتمعات الحيوانية
توجد أنواع كثيرة من المجتمعات الحيوانية تسكن بيئات مختلفة ويمكن تلخيص الأنواع الرئيسية فيما يلي :
أ- البيئات الأرضية وتشمل مجتمعات الغابات ومجتمعات منطقة السافانا والحشائش ومجتمعات منطقة الصحراء ومجتمعات المنطقة المتجمدة.
  ب-المجتمعات البحرية وتشمل المجتمعات التي تعيش في عرض البحر وقاع البحر ومجتمعات الشاطئ .
ج-مجتمعات المياه العذبة وتشمل مجتمعات المياه الراكدة وغير الراكدة ومياه المستنقعات والبرك.
ومن الظواهر المعروفة في المجتمعات الحيوانية وغيرها مايعرف بالتتابع أو التعاقب البيئي ومعناه تلك التغيرات التي تحدث الواحدة إثر الأخرى في تاريخ الجماعة حتى تصل إلى طور الاستقرار فمثلاً لو تكونت بركة من الماء نتيجة لفيضان نهر من الأنهار فإنها قد تحتوي أولاً على أنواع معينة من الأسماك وبعد ذلك تنمو على جانبي البركة حشائش كثيفة  وتترسب على القاع رواسب مختلفة فتختفي تبعاً لذلك الأنواع الأولى من الأسماك  لعدم ملائمة البيئة الجديدة لها وتظهر بعدها أنواع أخرى وقبل أن تتحول البركة إلى مستنقع تظهر أنواع ثالثة جديدة ثم تصبح الظروف البيئية في النهاية بحيث لاتسمح لأي نوع من الأسماك بالحياة في البركة وواضح هنا أن ثمة عدد من التتابعات البيئية يختلف الواحد عن الآخر بنوع الأسماك التي تظهر فيه والطور الأخير في سلسلة التتابع يصل بالجماعة إلى الأوج وفي العادة تحتوي البرك المتماثلة في طور النمو على حيوانات متماثلة وكذلك البحيرات المتشابهة في الحجم والعمق تحوي أنواع متشابهة من الحيوانات. وظاهرة التعاقب البيئي واضحة أيضاً في الجماعات الحشرية التي تعيش في روث الحيوانات وفي الجيف والرمم ويمكن أيضاً ملاحظة ظاهرة التعاقب البيئي في المعمل فلو وضعنا قليلاً من الحشائش الجافة في إناء زجاجي به ماء فإنه تظهر أولاً بعد يوم أو  يومين أعداد لاحصر لها من البكتريا وبعد ذلك يظهر كثير من البروتوزوا الهدبية الدقيقة تأكل البكتريا وهي بدورها تقع فريسة للهدبيات الكبيرة وبعد أن تؤكل جميع الهدبيات الدقيقة فإن الأنواع الكبيرة تموت إلا إذا أضيف إلى الماء قليل من النبات الأخضر وعندئذ تستقر الأحوال بالنسبة للحيوان والنبات في الإناء وتسير في طريقها الطبيعي .

## وصلات خارجية
- كتاب علم الحيوان العام للكاتب أ. فؤاد خليل

- كتاب علم الحيوان العام للمؤلف أ. جمعة خليل إبراهيم